# Josef Šafařík (politik)
Josef Šafařík, též Josef Maria Šafařík (20. prosince 1890 Horní Bučice – 28. prosince 1979 Praha) byl český a československý politik Československé strany socialistické a poúnorový poslanec Národního shromáždění ČSR a ČSSR.

## Biografie
V roce 1948 bydlel v Havlíčkově Brodě. Uváděl se tehdy jako redaktor a člen předsednictva krajského výboru ČSS.
Po únorovém převratu v roce 1948 patřil k frakci tehdejší národně socialistické strany loajální vůči Komunistické straně Československa, která v národně socialistické straně převzala moc a proměnila ji na Československou socialistickou stranu coby spojence komunistického režimu. Ve volbách roku 1948 byl zvolen do Národního shromáždění za ČSS ve volebním kraji Havlíčkův Brod. Poslanecké křeslo získal i ve volbách v roce 1954 (volební obvod Havlíčkův Brod) a volbách v roce 1960 (nyní již jako poslanec Národního shromáždění ČSSR za Východočeský kraj). V parlamentu zasedal do konce funkčního období, tedy do voleb v roce 1964.
Zemřel 28. prosince 1979.